# Chthonius hispanus
Chthonius hispanus är en spindeldjursart som beskrevs av Beier 1930. Chthonius hispanus ingår i släktet Chthonius och familjen käkklokrypare. Inga underarter finns listade i Catalogue of Life.